# 加藤有輝
加藤 有輝（かとう ゆうき、1997年9月20日 - ）は、埼玉県北足立郡伊奈町出身のプロサッカー選手。Jリーグ・RB大宮アルディージャ所属。ポジションはゴールキーパー（GK）。

## 来歴
大宮アルディージャの下部組織出身。2016年シーズン、同期の黒川淳史、川田拳登、藤沼拓夢と共にトップチームに昇格した。
暫くは塩田仁史・加藤順大といった先輩GKの後塵を拝す日々であったが2019年7月13日、笠原昂史の怪我もあってJ2第22節鹿児島ユナイテッドFC戦でリーグ戦初出場を果たす。リーグ戦10試合に出場するも笠原から完全にポジションを奪うことは出来ず、終盤は再び控えに回った。
2020年は公式戦出場はなく、12月31日、ギラヴァンツ北九州へ2022年1月31日までの期限付き移籍が発表された。
加入後は同じく新加入の吉丸絢梓がGKのレギュラーに定着。自身は開幕スタメンを吉丸に譲り、第5節まで控えとなった後はベンチ外が続いていたが、5月16日に行われたJ2第14節東京ヴェルディ戦で吉丸に代わって先発に抜擢。加入後初出場を果たす。次の試合はベンチ外となり、第16節から4試合連続で控えの後、第20節千葉戦から、東京オリンピックでリーグ戦休止期間となる直前の第23節まで4試合連続で先発出場した。しかしリーグ戦休止期間中の7月27日の練習中に右ヒザ前十字じん帯を損傷.全治6-8カ月を要する見込みとなり戦線離脱、同シーズンの出場は5試合に留まった。北九州がJ3降格した2022年度も期限付き移籍を延長、先述の怪我の影響もあり第15節までベンチ外、7月9日第16節鳥取戦が初出場となったものの、その試合以降第26節と最終節を除く全試合に先発出場、同シーズンのGKでは最多の17試合に出場した。2023年も期限付き移籍を再延長したが、同シーズンは吉丸、田中悠也に次ぐ8試合出場（うち1試合は田中の負傷による途中交代）にとどまった。
2024年、J3降格となった大宮アルディージャへ復帰。

## 所属クラブ
- 伊奈小針サッカースポーツ少年団
- 2010年 - 2012年 大宮アルディージャジュニアユース（伊奈町立小針中学校）
- 2013年 - 2015年 大宮アルディージャユース（埼玉県立志木高等学校）
- 2016年 -  大宮アルディージャ / RB大宮アルディージャ
  - 2021年 - 2023年  ギラヴァンツ北九州（期限付き移籍）

## 個人成績
| 国内大会個人成績 | 国内大会個人成績 | 国内大会個人成績 | 国内大会個人成績 | 国内大会個人成績 | 国内大会個人成績 | 国内大会個人成績 | 国内大会個人成績 | 国内大会個人成績 | 国内大会個人成績 | 国内大会個人成績 | 国内大会個人成績 |
| 年度             | クラブ           | 背番号           | リーグ           | リーグ戦         | リーグ戦         | リーグ杯         | リーグ杯         | オープン杯       | オープン杯       | 期間通算         | 期間通算         |
| 年度             | クラブ           | 背番号           | リーグ           | 出場             | 得点             | 出場             | 得点             | 出場             | 得点             | 出場             | 得点             |
| 日本             | 日本             | 日本             | 日本             | リーグ戦         | リーグ戦         | リーグ杯         | リーグ杯         | 天皇杯           | 天皇杯           | 期間通算         | 期間通算         |
| ---------------- | ---------------- | ---------------- | ---------------- | ---------------- | ---------------- | ---------------- | ---------------- | ---------------- | ---------------- | ---------------- | ---------------- |
| 2016             | 大宮             | 32               | J1               | 0                | 0                | 0                | 0                | 0                | 0                | 0                | 0                |
| 2017             | 大宮             | 32               | J1               | 0                | 0                | 0                | 0                | 0                | 0                | 0                | 0                |
| 2018             | 大宮             | 32               | J2               | 0                | 0                | -                | -                | 0                | 0                | 0                | 0                |
| 2019             | 大宮             | 32               | J2               | 10               | 0                | -                | -                | 1                | 0                | 11               | 0                |
| 2020             | 大宮             | 21               | J2               | 0                | 0                | -                | -                | -                | -                | 0                | 0                |
| 2021             | 北九州           | 21               | J2               | 5                | 0                | -                | -                | 1                | 0                | 6                | 0                |
| 2022             | 北九州           | 32               | J3               | 17               | 0                | -                | -                | 0                | 0                | 17               | 0                |
| 2023             | 北九州           | 32               | J3               | 8                | 0                | -                | -                | 0                | 0                | 8                | 0                |
| 2024             | 大宮             | 21               | J3               | 0                | 0                | 2                | 0                | 0                | 0                | 2                | 0                |
| 2025             | 大宮             | 21               | J2               |                  |                  |                  |                  |                  |                  |                  |                  |
| 通算             | 日本             | 日本             | J1               | 0                | 0                | 0                | 0                | 0                | 0                | 0                | 0                |
| 通算             | 日本             | 日本             | J2               | 15               | 0                | -                | -                | 2                | 0                | 17               | 0                |
| 通算             | 日本             | 日本             | J3               | 25               | 0                | 2                | 0                | 0                | 0                | 27               | 0                |
| 総通算           | 総通算           | 総通算           | 総通算           | 40               | 0                | 2                | 0                | 2                | 0                | 44               | 0                |

出場歴
- Jリーグ初出場 - 2019年7月13日 J2第22節 鹿児島ユナイテッドFC戦 (NACK5スタジアム大宮)

## タイトル
大宮アルディージャ
- 埼玉県サッカー選手権大会：1回（2024年）
- J3リーグ：1回（2024年）

## 代表歴
- 2016年 U-19日本代表